# The New Normal
The New Normal es una serie cómica de la televisión estadounidense creada por Ryan Murphy y Ali Adler para la NBC. La serie también está bajo las empresas 20th Century Fox Television, Ryan Murphy Productions, Ali Adler Is Here Productions. El episodio piloto se estrenó antes del estreno en televisión en NBC.com. La serie se estrenó el 10 de septiembre de 2012, antes de trasladarse a horario normal el 11 de septiembre de 2012.
El 2 de octubre de 2012, la NBC ordenó una temporada completa de The New Normal. El 10 de mayo de 2013 NBC anunció que la serie no regresaría para otra temporada.

## Argumento
Bryan Collins (Andrew Rannells) y David Murray (Justin Bartha) son una pareja que vive felizmente en Los Ángeles, con carreras exitosas. Lo único que le falta a su relación es un bebé. Conocen a Goldie (Georgia King), una madre soltera y camarera de Ohio, que se ha mudado a Los Ángeles con su hija Shania de once años de edad (Bebe Wood) para escapar de su vida anterior y empezar de nuevo. Jane Forrest (Ellen Barkin), la abuela conservadora, republicana y homofóbica de Goldie, sigue a su familia a la ciudad en contra de los deseos de su nieta, causándole estragos a ella y la pareja. Goldie decide convertirse en la madre sustituta de Bryan y David convirtiéndose en una familia única.

## Reparto
- Justin Bartha como David Bartolomé Sawyer (David Sawyer), ginecólogo y pareja de Bryan.
- Andrew Rannells como Bryan Collins, un productor de televisión que dirige una exitosa serie de televisión llamada Sing (una parodia sobre el creador de la serie Ryan Murphy y de la serie de televisión Glee ).
- Georgia King como Goldie Clemmons, la madre sustituta de Bryan y David. Es una chica tímida y trabaja de camarera en Ohio, ella huye a California con su hija después de encontrar a su esposo Clay en la cama con otra mujer, conoce a David y Bryan, se convierte en su madre sustituta y planea usar el dinero para conseguirle una mejor escuela a Shania y estudiar leyes.
- Bebe Wood como Shania Clemmons, es la hija de Goldie, es bastante inteligente y madura. También es muy curiosa.
- NeNe Leakes como Rocky, es la asistente personal de Bryan y amiga de la familia, es alegre hasta que Bryan le pide hacer algo, suele ser muy sarcástica y a veces directa. Bryan suele aprovecharse de ella como asistente.
- Ellen Barkin como Jane Forrest, la abuela de Goldie. Una agente inmobiliaria firmemente republicana propensa a cometer escandalosamente declaraciones racistas y homofóbicas, ella sigue Goldie y Shania a California y no quiere ni piensa regresar a Ohio sin ellas.
- Jayson Blair como Clay Clemmons, exmarido de Goldie y el padre de Shania.

Actores recurrentes en el programa han sido incluido: Jackie Hoffman y Barry Bostwick como Frances y Marty los padres de David, Kyla Kenedy como Rebecca, y Michael Hitchcock como Gary, el director de la empresa de gestación.

## Producción
El 27 de enero de 2012, NBC ordenó oficialmente el proyecto y el episodio piloto, que fue coescrito por los co-creadores/ejecutivos y productores Ryan Murphy y Ali Adler, y es dirigido por el mismo Ryan Murphy.
Los casting comenzaron en enero de 2012, con Andrew Rannells primero en ser elegido del elenco en el papel de Bryan Collins, la mitad de la pareja gay que decide utilizar una madre sustituta para tener un hijo. Ellen Barkin fue la siguiente en la serie como Jane Forrest, la abuela republicana de Goldie. Justin Bartha y Georgia King se unieron juntos a la serie. Justin Bartha firmó para interpretar a David Bartolomé Sawyer, la otra mitad de la pareja gay ya mencionada, y Georgia King se unió a la serie como Goldie Clemmons, una camarera con problemas de dinero y madre de Shania, que se convierte en la madre sustituta de Bryan y David. Bebe Wood se unió al papel de Shania Clemmons, la hija de Goldie y Clay. NeNe Leakes fue la última elegida del elenco como Rocky, la asistente de Bryan.
El 7 de mayo de 2012, se confirmó la realización de la serie. Se estrenó el 11 de septiembre de 2012. Jayson Blair originalmente firmó un contrato para la serie como Clay Clemmons, el padre de Shania y esposo de Goldie como personaje recurrente. Sin embargo, después de que el episodio piloto fue bien recibido, Blair pasó a ser un personaje regular.

## Marketing
El 29 de agosto de 2012, NBC lanzó el episodio piloto en línea como una "vista previa", antes del estreno oficial el 11 de septiembre de 2012. Una estrategia de marketing similar se hizo con Go On( serie que se emite antes de The New Normal ), que salió al aire su primer episodio el 8 de agosto de 2012, después de los Juegos Olímpicos de Verano 2012.

## Recepción de la Crítica
The New Normal ha recibido 66 de 100 en el marcador global de Metacritic, basado en las respuestas de 31 críticos, lo que indica "Generalmente Buena". Robert Bianco de USA Today la llamó una "comedia sorprendentemente conmovedora", y agregó "Es en su mayor parte, The New Normal es como una obra de teatro y una película preciosa, pequeña, que mezcla momentos de humor con notas dulces y graciasosamente suaves. Más bien dicho es como una película de Woddy Allen, pues se puede notar más cuando los personajes secundarios se detienen y explican sobre sí mismos a la cámara. ". Linda Stasi de New York Post dijo que la serie fue "Maldita y bastante buena", y agregó que " The New Normal hace su mejor juego cuando es divertida sin intentar ser tan dura y dulce cuando se debería ser. The New Normal es tan conmovedora que podría sacar un pañuelo desechable, o tal vez un pañal ". Ken Tucker de Entertainment Weekly dio a la serie una calificación B, y dijo que contiene "una mezcla de sarcasmo y sentimentalismo que no es ni remotamente realista, pero puede ser divertida". David Hinckley de New York Daily News describió la serie como " un viaje lleno de baches", y agregó " The New Normal quiere lo que Modern Family está teniendo. Pero si vamos a catapultar a partir de South Park a una película de Hallmark, necesitamos un suave viaje ".

## Protestas
El 24 de agosto de 2012, representantes de KSL-TV, la afiliada de NBC en Salt Lake City, Utah, anunció que no emitiría The New Normal debido a las preocupaciones sobre su contenido inaceptable. Jeff Simpson, director general de Bonneville International (los dueños de KSL-TV), dijo que el lenguaje es “rudo y ofensivo”, las escenas son “demasiado explícitas” y tiene personajes “ofensivos”. Además añade que la considera “inapropiada a distintos niveles, y especialmente para emitir durante horario familiar”. KUCW, filial de la estatal CW operada por Newport Television a través KTVX, planea emitir The New Normal los fines de semana; KUCW por lo general emite la mayoría de la programación de NBC que no es emitida por KSL-TV, como Saturday Night Live y series anteriores de NBC, Coupling.
Adicionalmente la organización One Million Moms ha atacado repetidamente la serie con su método tradicional de quejas a los patrocinadores bajo el argumento de considerarla inapropiada debido a su temática homosexual.

## Emisión
- En Canadá, el programa es transmitido por CTV, con el formato simsubbed con la NBC en la mayoría de las áreas.
- En América Latina, el programa se transmite en FOX con la emisión del episodio piloto el 7 de noviembre de 2012.
- En el Reino Unido, el programa es emitido al aire en E4.
- En Australia, el show se emite en Ten, con la emisión del episodio piloto el 14 de octubre de 2012.
- En India, el show se emite en Star World, con la emisión del episodio piloto el 12 de noviembre de 2012.
- En Serbia, el programa sale al aire en FOX, con el estreno el 18 de octubre de 2012.
- En España, el programa sale al aire en FOX, la serie se estrenó en noviembre de 2012.
- En Sudáfrica, el programa se transmite en M-Net, los viernes después de Hot in Cleveland.

## Premios y nominaciones
| Año  | Premio                                 | Categoría                    | Resultado | Notas                                  |
| ---- | -------------------------------------- | ---------------------------- | --------- | -------------------------------------- |
| 2013 | People's Choice Awards                 | Nueva comedia de TV favorita | Ganador   | Primero nominado y luego ganó          |
| 2013 | Premios del director de Arte de Gremio | ?                            | Nominado  | Por Sofa's Choice/La elección del sofá |